# Parviz Sayyad
Pour les articles homonymes, voir Sayad.
Parviz Sayyad (en persan : پرویز صیاد) est un acteur iranien né à Lahijan, en Iran, en 1939.

## Biographie
Après des études d'économie à l'Université de Téhéran, Parviz Sayyad commence une carrière artistique en écrivant des histoires courtes et des poésies et, à partir de 1959, le scénario d'un film.
Il fait ses débuts d'acteur dans le film Hassan Kachal (Hassan le Chauve) (en persan : حسن کچل) en 1970 et acquiert sa notoriété avec son rôle du personnage principal de la série humoristique Samad.
Il a également incarné le personnage d'Asdollah Mirza dans la série télévisée Mon oncle Napoléon (en persan : دائی جان ناپلئون).
Après la Révolution iranienne, il émigre à Los Angeles où il poursuit sa carrière.
Il est marié à Parvin Sayyad et a deux filles, Maryam et Banafsheh.

## Filmographie

### Comme réalisateur
- 1971 : Samad va ghalicheyeh hazrat soleyman
- 1972 : Samad va sami, leila va leili (Samad et Sami, Leila et Leili)
- 1973 : Samad be madreseh miravad
- 1974 : Samad Artist Mishavad
- 1974 : Kaaf Show ( TV series)
- 1975 : Samad khoshbakht mishavad
- 1977 : Samad dar rah ejdeha
- 1977 : Bon Bast (Dead End)
- 1978 : Samad dar-be-dar mishavad
- 1978 : Dar emtedad shab
- 1979 : Samad be shahr miravad
- 1983 : Ferestadeh
- 1987 : Checkpoint
- 1995 : Samad Be Jang Miravad

### Comme acteur
- Hassan Kachal (Hassan le Chauve) (1970)
- Samad et le tapis volant (1971)
- Samad et l'Ogre Fulad Zereh (1971)
- Khastegar (1971)
- Sattar Khan (1972)
- Samad et Sami, Leila et Leili (1972)
- Samad va à l'école (1973)
- Samad fait l'Artiste (1974)
- Mozafar (1974)
- Maslakh (1974)
- Asrar Ganj Dareheye Jenni (1974)
- Zanburak (1975)
- Samad a de la chance (1975)
- En exil (1975)
- Mon oncle Napoléon de Nasser Taghvai (1976) Assadolah Mirza (série télévisée)
- L'Impasse (1976)
- Samad sur traces du dragon (1977)
- Samad est démuni (1978)
- Samad va en ville (1979)
- Ferestadeh (The Mission (1983)
- On Wings of Eagles (film) (1986)
- Checkpoint (1987)
- Babak & Friends: A First Norooz (2005)
- The Stoning of Soraya M. (2008)